# Nicholforest
Nicholforest is een civil parish in het bestuurlijke gebied City of Carlisle, in het Engelse graafschap Cumbria. In 2001 telde het civil parish 386 inwoners. De parish omvat de gehuchten Bushfield, Catlowdy, Kershopefoot, Penton, Scuggate, Stoneygate en Warwicksland.